# 六虎牌

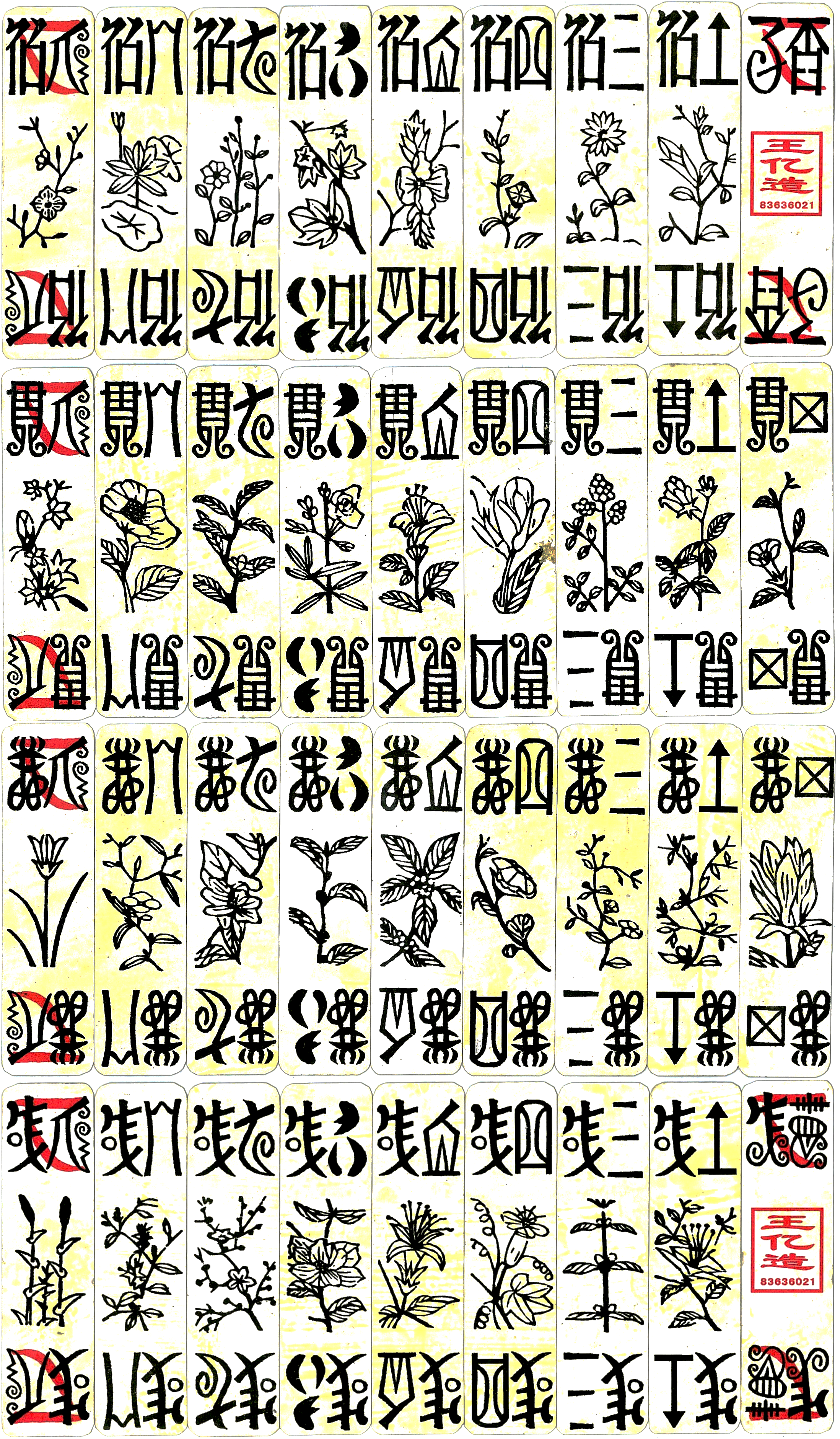
一種四川的六虎牌，三十六張。

六虎牌，又稱六胡牌、六符牌、六和牌、六糊牌、客家牌、貓公牌、耄公牌，是流傳於客家人的葉子戲。

## 牌具
各地牌種、牌數有差異，至少為一到九的序數牌，花色有拾、貫、索、錢四門，與明朝的馬弔很類似。每種一張，共三十六張，如四川樂山；广东兴宁是三十七張，多一張叫捉信牌；四川青白江区是三十八張，增加梨花牌、猫公牌；台灣苗栗、馬來西亞也是三十八张。
廣東一些地方也是三十八張，增有麗花、雲線兩張。一拾、一綫分別寫成百子、毛公。部分牌有紅印。學者考究當時刻牌者將錢誤刻成線、鹿誤刻成麗。也有的增加一張叫雲拾的牌，到三十九張。

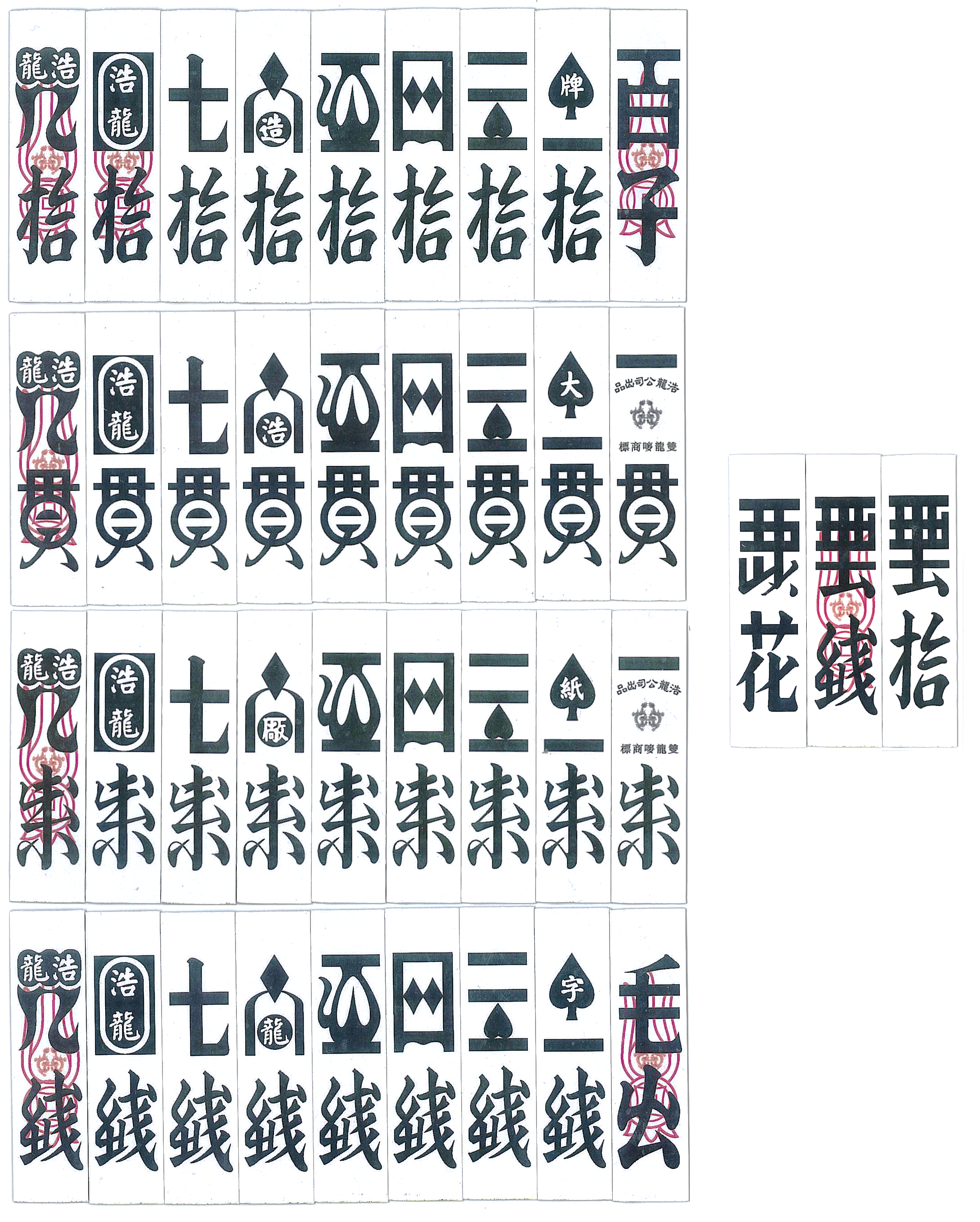
一種廣東的六虎牌，三十九張。

與六紅牌都是有四門花色的葉子戲。

## 牌規
各地規則有差異，以下規則以廣東為準。
- 三到四人遊戲，共打四圈。莊家稱為頭家，其右側玩家稱為二家，左側稱為尾家。
  - 三位玩家時，只用三十六張序數牌。
  - 四位玩家時，再加上一張雲線。頭家的對家作不出牌的夢家，稱為捉夢。
- 九拾、九貫、九索、九線、百子、毛公、雲線，開始時視為老歲牌。行牌若出老歲牌，小一數的同門牌就作新的老歲牌。
- 牌有大小，先比花色大小，拾＞貫＞索＞線，同門則比數字大。

### 流程
- 夢家摸一張，其餘玩家摸十二張。若玩家起手有數字一的四張牌與雲綫，稱為五虎下山，可立即宣告獲勝，之後不算。
- 頭家第一次出牌前，若願進行此局，稱為做牌。頭家若不做牌，需依順序詢問二家、尾家是否做牌。先做牌的二家、尾家視為特權玩家，依舊由莊家先出牌。三人都不做牌則流局，由下家作莊。
- 逆時鐘輪流出牌，頭家先引牌。每回合玩家選擇以下牌型之一，出N張牌。

| 牌型名 | 組合             | 特別規定 |
| ------ | ---------------- | --- |
| 單     | 單張             | *引牌需出手上最大花色的牌，先選該門的非老歲牌，若無才選同門的老歲牌。但特權玩家引牌時，可先出同門的老歲牌。最後若無花色牌，才可出雲線。 *引牌出百子、一貫、一索時，視為最大的牌。 |
| 各     | 三張或四張同數牌 | *任何玩家出數字一的組合時，只小於數字九的組合。 |
| 順     | 三張同門連牌     | 無 |

- 引牌後，兩位玩家需同樣出N張牌，作擊牌或墊牌，稱為鬥牌。
  - 擊牌：玩家需出大過上家的同牌型。牌大者贏得N胡，下回合作引牌。
  - 墊牌：玩家若無可贏得上家牌，墊任何牌，需拆該牌型的部分牌作墊牌。
- 玩家當引牌時，若胡數已有六或以上，可宣告勝利，稱為食糊。贏家與夢家各自從輸家獲得總胡數相對的分數。下一圈由贏家作莊。
  - 頭家、二家、尾家的胡數等於鬥牌贏得的胡數，加上手中的老歲牌數；夢家胡數等於5胡，加上與贏家手上同數牌的牌數。
  - 特權玩家沒獲勝時，則需給贏家兩倍分數，另一輸家不給贏家分數，稱為包輸。
  - 五虎下山獲勝，贏得8胡，輸家不給夢家分數。
- 若所有牌出完，無人獲勝，稱為打和，下一圈由下家作莊。[10][11]

### 牌值
- 總胡數以5胡為底，每多1胡，分數就翻一倍，從11胡到12胡則改翻兩番。關係如下表。[10][11]

| 胡數 | 六 | 七 | 八 | 九 | 十 | 十一 | 十二 |
| 分數 | 1  | 2  | 4  | 8  | 16 | 32   | 128  |

## 外部連結
- 遊戲下載（廣東規則）